# Neotabuda turneri
Neotabuda turneri är en tvåvingeart som beskrevs av Lyneborg 1980. Neotabuda turneri ingår i släktet Neotabuda och familjen stilettflugor. Inga underarter finns listade i Catalogue of Life.